# Jorge Posada
Jorge Rafael Posada Villeta (* 17. August 1970 in Santurce, Puerto Rico) ist ein ehemaliger Baseballspieler der Major League Baseball (MLB) aus Puerto Rico. 

## Leben
Posada gab sein Debüt im Major-League-Team der New York Yankees am 4. September 1995. Lange Zeit war der Catcher nur die zweite Wahl auf seiner Position bei den Yankees. Mit dem Wechsel von Joe Girardi zu den Chicago Cubs wurde Posada Stammspieler und seine Leistungen steigerten sich zu den statistischen Werten, die die Yankees von ihm erwarteten. Viermal gewann er mit seinem Team die World Series und fünfmal den Titel in der American League. In den Jahren von 2000 bis 2003 wurde er viermal hintereinander in das All-Star-Team der American League gewählt. Am 24. Januar 2012 gab er das Ende seiner Karriere bekannt.

## Familie
Sein Sohn Jorge Jr. leidet an Kraniosynostose. Sein Vater gründete mit seiner Frau zusammen die Jorge Posada Stiftung, welche Kinder mit Kraniosynostose und die Erforschung dieser Krankheit finanziell unterstützt. Die Motorradfirma Orange County Choppers baute für eine Wohltätigkeitsveranstaltung dieser Stiftung einen Chopper unter dem Motto New York Yankees mit den Unterschriften aller Spieler auf dem Tank. Das Bike brachte bei der Versteigerung 150.000 $.

## Kurioses
In seiner Position als Catcher gab er dem Pitcher Handzeichen, wie und wohin der nächste Wurf am besten zu erfolgen habe. Damit der Pitcher diese Handzeichen besser erkennen konnte, lackierte sich Posada vor jedem Spiel die Nägel der rechten Hand weiß.